# Сибирский цемент
«Сиби́рский цеме́нт» — российская компания по производству строительных материалов (цемент, бетон, кровельные материалы). Полное наименование — Акционерное общество «Холдинговая Компания „Сибирский цемент“». Входит в тройку крупнейших производителей цемента в РФ с долей рынка 8,9 % (по данным на конец 2020 года), Штаб-квартира — в Кемерово.

## История

### Создание компании
Акционерное общество "Холдинговая Компания «Сибирский цемент» зарегистрировано Инспекцией Министерства РФ по налогам и сборам по городу Кемерово 25 августа 2004 года (газета «Ведомости» упоминала о создании компании в 2002 году «в результате приватизации ООО «Топкинский цемент» (Кемеровская область»). В 2004—2005 годах в структуру холдинга постепенно вошли Топкинский, Красноярский и Тимлюйский цементные заводы, а также комбинат «Волна», выпускающий хризотилцементные изделия. В 2006-м запущены первые производства сети «Сибирский бетон». В 2011—2012 гг. «Сибирский цемент» начал приобретение акций АО «Ангарскцемент» и АО «Искитимцемент», которые в 2020 году вошли в его состав.

### 2010: Попытка вхождения в частно-государственный холдинг
В апреле 2010 года Олег Шарыкин отправил в адрес тогдашнего премьер-министра РФ Владимира Путина письмо, в котором предложил создать на территории Сибири и Дальнего Востока цементный холдинг в рамках государственно-частного партнёрства с участием холдинга «Сибирский цемент» и корпорации «Ростехнологии» и «обеспечить этот холдинг административно-хозяйственным ресурсом». Государственные структуры приняли предложение к рассмотрению. В июне 2010 года в Правительстве РФ состоялось итоговое совещание по этому вопросу, где было принято принципиальное решение о возможности создания такой компании.В свою очередь, в ноябре 2010 г. генеральный директор ГК «Ростехнологии» Сергей Чемезов подтвердил интерес к предложению Олега Шарыкина, заявив, что в корпорации «внимательно рассмотрели предложение „Сибцемента“ и пришли к выводу, что этот проект интересен и с точки зрения диверсификации и развития бизнеса „Ростехнологий“, и той пользы, которую он может принести экономике страны»..
В конце 2010 г. было официально объявлено о создании ООО «Русская цементная компания» (ООО «РЦК») при участии ГК «Ростехнологии», ОАО «ХК „Сибцем“» и частных портфельных инвесторов. Аналитики оценили данное событие по-разному. В частности, президент исследовательского центра «Политическая аналитика» Михаил Тульский ещё в мае 2010 года отмечал, что «вокруг Сибцемента и его владельца Шарыкина слишком много скандалов и проблем с неисполнением обязательств чтобы такое предложение было приемлемым». В то же время СМИ сообщали о позитивном отклике экспертов, которые предполагали, что «в результате сделки „Сибцем“, один из крупнейших производителей цемента в стране, получит мощный административный ресурс и дополнительные возможности для развития, а „Ростехнологии“ найдут применение ранее аккумулированным активам».
К 2015 году от идеи создания частно-государственного холдинга было решено отказаться. Как говорил Олег Шарыкин в интервью газете «Коммерсантъ», проекты реализовывались очень медленно, а потребность в цементе не росла заявленными темпами. Кроме того, привлечь инвестиции на развитие в существующей финансовой системе оказалось сложно: по словам Шарыкина, банки предъявляли достаточно жёсткие требования, и даже если «Ростех» и мог выступать в роли поручителя, нагрузка ложилась на его баланс, и требовалось дополнительное обеспечение. Решение указанных проблем найти не удалось, и «Ростех» вышел из проекта по обоюдному согласию сторон.

## Собственники и руководство
Основными владельцами группы по данным на весну 2008 года являлись Олег Шарыкин (председатель совета директоров), Андрей Муравьёв (тогдашний президент холдинга), Владимир Анохин, Андрей Кириков и Владимир Черепанов. С августа 2008 года после ухода с поста президента холдинга «Сибирский цемент» Муравьёв начал постепенную продажу своей доли в «Сибирском цементе». К октябрю 2009 года Муравьёв полностью продал свою долю в цементном бизнесе
Основные акционеры ОАО «ХК „Сибцем“» по состоянию на 2012 год — ООО «Финансово-промышленный союз „Сибконкорд“» (47 %) и Олег Шарыкин (6,1 %).

## Структура
В состав холдинга входят:
Предприятия по производству цемента и цементного сырья общей мощностью 9 млн т цемента в год.
- ООО «Топкинский цемент» (г. Топки, Кемеровская область)
- ООО «Красноярский цемент» (г. Красноярск, Красноярский край)
- ООО «Тимлюйский цементный завод» (пос. Каменск, Кабанский район, Республика Бурятия)
- АО «Искитимцемент» (г. Искитим, Новосибирская область)
- АО «Ангарскцемент» (г. Ангарск, Иркутская область)
- ООО «Горная компания» (пос. Татарский Ключ, Заиграевский район, Республика Бурятия)

Предприятия по производству строительных материалов на основе цемента:
- ООО «Комбинат „Волна“» (г. Красноярск) — хризотилцементные изделия
- ООО «Сибирский бетон» (заводы — в Кемерово, Новосибирске, Красноярске) — товарный бетон и растворы.

Сервисные предприятия:
- ООО «ЗапСибЦемент» (г. Кемерово) — продажа цемента и продукции ООО «Горная Компания»;
- ООО «КузбассТрансЦемент» (г. Новосибирск) — оператор парка специализированного железнодорожного подвижного состава;
- ООО «Торговый Дом „Сибирский цемент“» (г. Кемерово) — закупка сырья, материалов и оборудования для цементных активов;
- ООО «Сибцемсервис» (г. Кемерово) — ремонт и содержание оборудования, зданий и сооружений.

Управляющая компания — АО «Холдинговая Компания „Сибирский цемент“» (г. Кемерово).
Участие в акционерном капитале других компаний:
- 26 % — ООО «Русская цементная компания» (г. Москва)

## Экономическая деятельность

### Производственные показатели в 2004—2020 гг.
| Год   | Производство цемента, млн.тонн | Год  | Производство цемента, млн.тонн |
| ----- | ------------------------------ | ---- | ------------------------------ |
| 2004) | 2,6                            | 2013 | 4,289                          |
| 2005  | 3,7                            | 2014 | 4,346                          |
| 2006  | 4,383                          | 2015 | 3,84                           |
| 2007[ | 5,3                            | 2016 | 3,168                          |
| 2008  | 4,045                          | 2017 | 3,1                            |
| 2009  | 2,7                            | 2018 | 3,1                            |
| 2010  | 3,3                            | 2019 | 3,2                            |
| 2011  | 3,7                            | 2020 | 4,6                            |
| 2012  | 4                              |      |                                |

## Социальная деятельность
«Сибирский цемент» ежегодно выделяет средства на развитие территорий присутствия, финансируя ремонт социальных объектов, дорожной инфраструктуры, оказывая благотворительную помощь бюджетным учреждениям.
Компания организует и спонсирует спортивные турниры муниципального и регионального уровней в Кемеровской области:
- Ежегодные районные соревнования по мотокроссу памяти воинов-топкинцев (Топкинский район Кемеровской области)[30]
- Ежегодные областные соревнования по лыжным гонкам памяти Владимира Лепнюка[31].
- Ежегодные областные соревнования по гиревому спорту памяти спорта Григория Слипченко[32]
- Ежегодный областной турнир по рукопашному бою на призы Андрея Лобанова[33]

В течение 2008 года «Сибирский цемент» выступал спонсором Всероссийской федерации волейбола.
Холдинг активно сотрудничает с Кемеровским региональным отделением Российского Красного креста: Работники компании — постоянные участники ежегодных акций Красного Креста «Помоги собраться в школу» и «Рождество для всех».
«Сибцем» регулярно поддерживает проекты кемеровского областного музея-заповедника «Красная горка», выступая партнёром в книгоиздательских и выставочных проектах музея.
С сентября 2012 года в рамках совместного проекта Кузбасского государственного технического университета, компании «Microsoft» и холдинга «Сибирский цемент» на базе КузГТУ работает информационно-техническая студенческая лаборатория. Ряд проектов, разработанных на базе лаборатории, были успешно внедрены на предприятиях холдинга.
Председатель совета директоров холдинга Олег Шарыкин неоднократно становился лауреатом региональной премии Кузбасса «Благотворитель Года».

## Конфликты

### 2004—2011: Конфликт вокруг ОАО «Ангарскцемент»
В течение 7 лет (до середины 2011 года) «Сибирский цемент» находился в состоянии корпоративного конфликта с группой «РАТМ» за право управления ОАО «Ангарскцемент», где обе компании обладали примерно равными пакетами акций предприятия. Этот фактор, как признали сами стороны уже после разрешения противоречий, и стал причиной споров.
Конфликт сопровождался разбирательствами в судах Сибирского Федерального округа. В частности, как сообщало информационное агентство InterRight, в Иркутске неоднократно возбуждались и закрывались уголовные дела, связанные с предполагаемым незаконным выводом активов «Ангарскцемента» и продаже их через офшорную компанию «Сибирскому цементу» без поступления средств за эти активы на счета «Ангарскцемента». Также в сообщении агентства высказывалась мысль о том, что к этим событиям (включая создание незаконной сети прослушивания на «Ангарскцементе») причастен первый вице-президент «Сибирского цемента», бывший глава кемеровского УФСБ Валерий Бодренков.
Противостояние «Сибирского цемента» и группы «РАТМ» рассматривалось в журнале «Слияния и поглощения», а также в 3-м издании книги «Корпоративные захваты» специалиста в области корпоративного права Максима Ионцева.
Спор завершился в середине 2011 года. Стороны распространили совместное заявление, в котором признали, что «недостаточно взвешенные решения со стороны обеих компаний привели к разрастанию конфликта, углублению корпоративных противоречий». Через год после этого глава группы компаний РАТМ Эдуард Таран в очередной раз подчеркнул, что противостояние с ОАО «ХК „Сибцем“» завершено: «Конфликт между „РАТМ Холдингом“ и „Сибирским цементом“ исчерпан. Он никогда не носил личного характера, с Олегом Шарыкиным мы поддерживаем деловые и дружеские отношения, находимся в конструктивном диалоге»..
В мае 2020 года «Сибирский цемент» заключил с АО «Ангарскцемент» договор управления.

### 2008: «Турецкая сделка»
В марте 2008 года «Сибирский цемент» заключил соглашение о покупке у французской фирмы Ciments Français (дочерняя компания итальянского холдинга Italcementi Group) о покупке его активов в Турции, которые включали в себя четыре цементных завода, сеть бетонных заводов и терминал по перевалке цемента в порту Амбарли в Стамбуле. Предполагалось, что это даст возможность импортировать цемент в черноморские порты России, а впоследствии и выходить на мировые рынки.Цена сделки составляла €577,3 млн, при этом по договору €200 млн передавались акциями холдинга, а €50 млн первоначального взноса необходимо было перечислить в течение четырёх рабочих дней со дня заключения договора. Следуя этой договорённости, 31 марта 2008 года «Сибирский цемент» перечислил аванс в размере 50 млн евро, а 24 мая решением внеочередного общего собрания акционеров «Сибцемента» заключённый с Ciments Français договор был одобрен как крупная сделка.
Предполагалось, что сделка закроется 27 сентября 2008 года. Однако незадолго до этой даты Italcement сообщила, что закрытие откладывается до октября, а через некоторое время Ciments Français заявила о выходе из соглашения на основании того, что при обсуждении новой схемы сделки стороны не смогли прийти к решению, которое позволило бы закрыть её в приемлемые сроки(СМИ впоследствии пользовались более упрощённой трактовкой, утверждая, что «Сибцем» не провёл очередные платежи). В соответствии с договором итальянская сторона удержала уже выплаченный аванс в 50 млн евро.
Через некоторое время Финансово-промышленный союз «Сибконкорд» (ключевой акционер и владелец 47 % акций «Сибцема») заявил, что сделка не получала должного корпоративного одобрения: доверенность, по которой их делегат голосовал за одобрение сделки, являлась недействительной. На этом основании в феврале 2009 года данное собрание акционеров было признано недействительным в судебном порядке, и на этом основании «Сибконкорд» смог требовать признания контракта ничтожным и претендовать на возврат задатка. Впоследствии представители «Сибцемента» и «Сибконкорда» оперировали и другими доводами(и в судах эти доводы не оспаривались) — в частности, заявляли, что цена сделки была существенно завышена, представители холдинга были введены в заблуждение относительно экономического и технического состояния турецких активов и поэтому заключение сделки нанесло главному акционеру («Сибконкорду») значительный материальный ущерб.
В 2010—2011 гг. спор неоднократно рассматривался в международных и российских судах, где выигрывала то одна, то другая сторона.В июне 2012 года иск «Сибконкорда» к Ciments Français рассмотрел Президиум Высшего Арбитражного суда РФ, который отправил дело направлено на новое рассмотрение в первую инстанцию — Арбитражный суд Кемеровской области. Таким образом, по состоянию на июнь 2012 года в разбирательстве, как отмечали эксперты — юристы, не было ни выигравших, не проигравших.
В мае 2012 года ситуация с оспариванием договора фигурировала в распространённом в иностранных и российских СМИ пресс-релизе с заголовком «RUXX: Western Companies Appeal to Russian President To Curb Corruption»(RUXX: Западные компании обратились к Президенту России с просьбой сдержать коррупцию"). В нём говорилось об обращении компании Italcementi к Президенту РФ Владимиру Путину с просьбой вмешаться в спор, а также о влиянии ряда ключевых фигур из руководства «Сибцемента» на принятие решений в Кемеровской области (в частности упоминались первый вице-президент холдинга, бывший замглавы кемеровского УФСБ Валерий Бодренков и вице-президент по правовым вопросам, бывший заместитель председателя арбитражного суда Ольга Кондрашова). «Сибцем», «Сибконкорд» и Italcementi опровергли сведения RUXX.

### 2012: Разбирательства с бывшими топ-менеджерами
В конце июля 2012 г. «Сибцем» впервые официально сообщил о судебных разбирательствах с бывшими топ-менеджерами — Андреем Муравьёвым, Андреем Кириковым и Сергеем Храпуновым (все покинули «Сибирский цемент» в 2008—2009 годах). В частности, «Сибцем» имел судебные решения о взыскании 34,7 млн рублей с экс-президента по экономике и финансам Сергея Храпунова, 138,5 млн рублей — с ООО «СПИК» (учредители — бывший президент компании Андрей Муравьёв и бывший член совета директоров Андрей Кириков) и участвовал в судебном процессе по взысканию около 70 млн рублей с Андрея Кирикова. Также холдинг сообщал о фактах, косвенно указывавших на попытки уйти от выплаты долгов. Кроме того, осенью 2012 года «Сибцем» заявил о возбуждении против бывших руководителей двух уголовных дел по статье «Мошенничество».
В марте 2013 года стало известно о выдвижении экс-президента холдинга А. Муравьёва в совет директоров «Сибирского цемента». Его кандидатура была предложена компанией Parus Capital Opportunity Fund (владеет 2 % акций «Сибцема»). Муравьёв сделал ряд заявлений о недооценённости холдинга, неэффективной кадровой и дивидендной политики и заявил, что намерен изменить ситуацию к лучшему. Официальные представители холдинга назвали заявления экс-президента «популистскими», тем самым дав понять, что позицию в отношении экс-руководителя холдинг не меняет.
Конфликт с участием бывших топ-менеджеров завершился к концу 2019 года. В частности, бывшие и нынешние руководители обменялись поздравлениями и приняли участие в торжестве по поводу 15-летия «Сибцема» в декабре 2019 года. Так, присутствовавший на торжестве член Совета директоров АО "ХК «Сибцем» в 2004—2008 годах Андрей Кириков поздравил команду нынешних руководителей «Сибирского цемента» с юбилеем компании, высоко оценил результаты, достигнутые холдингом, и пожелал присутствующим новых успехов. Как впоследствии прокомментировал взаимодействие с экс-топ-менеджерами первый вице-президент АО "ХК «Сибцем» Валерий Бодренков, «все имевшие место противоречия устранены и взаимные претензии полностью отсутствуют».